# Svartryggig klyvstjärt
Svartryggig klyvstjärt (Enicurus immaculatus) är en fågel i familjen flugsnappare inom ordningen tättingar.

## Utseende
Svartryggig klyvstjärt är en svartvitbrokig trastliknande fågel med mycket lång kluven svartvitbandad stjärt. Längden är 25 centimeter, inklusive stjärten. Den relativt stor, med vit panna, övergump och undersida samt ett brett vitt vingband. Likt gråryggig klyvstjärt har den vitt begränsat till pannan, dock något mer utbrett. Vidare är hjässan och, som namnet avslöjar, ryggen svart, ej grå.

## Utbredning och systematik
Fågeln återfinns i steniga forsar i norra Indien till Myanmar, sydvästra Kina, nordvästra Thailand. Den behandlas som monotypisk, det vill säga att den inte delas in i några underarter.

### Familjetillhörighet
Klyvstjärtarna ansågs fram tills nyligen liksom bland andra stenskvättor, stentrastar, rödstjärtar vara små trastar. DNA-studier visar dock att de är marklevande flugsnappare (Muscicapidae) och förs därför numera till den familjen.

## Status och hot
Arten har ett stort utbredningsområde, men tros minska i antal, dock inte tillräckligt kraftigt för att den ska betraktas som hotad. Internationella naturvårdsunionen IUCN listar arten som livskraftig (LC).